# خطوط جوجل
خطوط جوجل (بالإنجليزية: Google Fonts)‏ (المعروفة سابقًا باسم Google Web Fonts) هي مكتبة للخطوط المجانية والمفتوحة المصدر، ودليل ويب تفاعلي لتصفح المكتبة، وواجهات برمجة التطبيقات لاستخدام الخطوط عبر أوراق الأنماط المتتالية،  وأندرويد. تشمل الخطوط الشائعة في مكتبة روبوتو أوبن سانس [الإنجليزية] مونتسيرات تايبوجرافي [الإنجليزية] سورس سانس [الإنجليزية].

## التاريخ
تم إطلاق جوجل فونتس في عام 2010 وتم تجديده في 2011 و 2016 و 2020.
في 3 مارس 2020، قامت جوجل بتحديث موقع الكتالوج بدعم الخطوط المتغيرة.
في 2 مارس 2021، أعلن فريق جوجل فونتس أنهم يضيفون دعمًا لرموز مفتوحة المصدر.
اعتبارًا من يناير 2022، كان لدى جوجل فونتس 1358 عائلة خطوط، بما في ذلك 216 مجموعة خطوط متغيرة.

## مكتبة الخطوط
تتم صيانة المكتبة من خلال غيت هاب الخاص بخطوط جوجل، حيث يمكن الحصول على جميع ملفات الخطوط مباشرة.
تم إصدار معظم الخطوط بموجب ترخيص الخط المفتوح، بينما تم إصدار بعضها بموجب رخصة أباتشي؛ كلاهما تراخيص حرة.
يتم أيضًا توزيع مكتبة الخطوط بواسطة خدمات سكاي فونتس [الإنجليزية] ومونوتيب [الإنجليزية] وأدوبي فونتس.

## انظُر أيضًا
- أدوبي فونتس
- فونت أوسوم